# Schaep

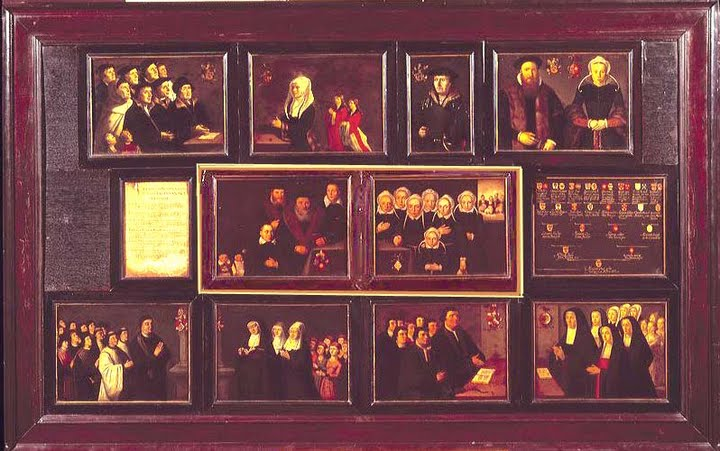
Porträts der Vorfahren von Gerrit Pietersz Schaep mütterlicherseits

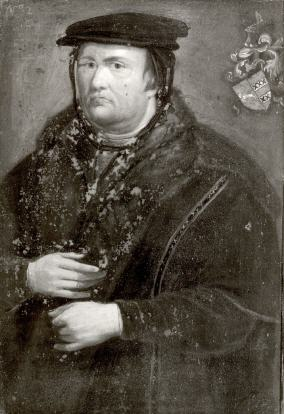
Jacob Pietersz Schaep (1486–1544), Schöffe von Amsterdam

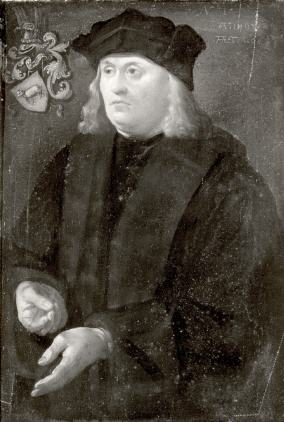
Pieter Jacobsz Schaep

Das Geschlecht Schaep beschreibt eine Familie des niederen Adels aus der niederländischen Provinz Overijssel. Ein Zweig war dem Amsterdamer Patriziat zugehörig.

## Chronik
Das mittelalterliche Geschlecht der Schaep bewohnte das Schloss Huis de Dam, nahe Hellendoorn gelegen. Mitglieder des Geschlechts waren mit den Van Voorst tot Voorst, Van Renesse, und Van Heeckeren verwandt. Zu ihren weiteren Besitzungen zählten die Ansitze und Schlösser „Batestein“ (bei Harmelen), „Huis Windesheim“ und „Venendal“. In Amsterdam tauchten die Schaep zur Mitte des 15. Jahrhunderts in der Regierung der Stadt auf. Sie gehörten zu den wenigen Familien, welche vor und nach der Alteratie von Amsterdam im Jahre 1578 in der Regierung saßen. Gemeinsam mit den ihnen verschwägerten Familien Bicker, Backer, Burgh und Boelens Loen konnten sie dort ihren Einfluss ausüben.

## Personen
- Dirk Jacobsz Schaep, Schöffe (niederländisch: schepen) von Amsterdam
- Dirk Jacobsz. Schaep († 1579), Herr von Batestein, Statthalter der Lehen von Utrecht
- Gerard Pieterz Schaep (1599–1654), niederländischer Gesandter in England
- Gerrit Schaep, Herr von Batestein, Bürgermeister von Amsterdam
- Gerard Schaep (1598–1666), Bürgermeister von Amsterdam, niederländischer Gesandter in Dänemark
- Pieter Schaep, einer der Grundsteinleger für das neue Amsterdamer Stadthaus Op de Dam[3]
- Reinier Schaep tot Winshem (* 1639), Ritterschaft von Overijssel
- Hendrik Schaep tot de Dam, Herr von Huis de Dam te Hellendoorn und von Huis Windesheim in Overijssel, Leutpriester des Kapitels von Sint Marie in Utrecht

## Weblink
- Die Havezate Windesheim (PDF; 4,3 MB)